# Голод-33 (фильм)
«Голод-33» — первый украинский фильм о Голодоморе 1932—1933 годов режиссера Олеся Янчука, основанный также кроме исторических фактов на повести Василя Барки «Желтый князь».

## Сюжет
После Гражданской войны Армия Украинской Народной Республики была разгромлена и Украина была присоединена к Советскому Союзу. После прихода к власти Сталина во второй половине 1920-х годов коммунистическая партия методами систематического террора установила контроль над всеми аспектами общественной и политической жизни в стране. Крестьянство страдало от террора первым и на Украине постоянно происходили восстания против большевиков и это угрожало свержением коммунистического правительства. Параллельно Сталину нечем было отдавать кредиты, которые тот брал на индустриализацию во время первой пятилетки.
В 1932 году вышел указ, стоивший жизни миллионам людей: несмотря на плодоносный год, у людей отбирали весь урожай, а кроме того, все запасы и даже скот в ходе коллективизации. Впоследствии, когда у людей не осталось ничего, они начали искать остатки семян на полях, и вышел закон о трех колосках, согласно которому за попытку выжить полагался расстрел. Поэтому украинцы вынуждены были питаться сорняками и мышами, а впоследствии в селах стали фиксировать случаи каннибализма. В центре сюжета оказалась обычная украинская семья Катранников обвиненные в «кулачестве» — дети, отец и жена и их старая мать, которая вскоре первой погибла от искусственного голода… Потом у семьи умирали дети. Выжил только один ребёнок, глазами которого зритель видит как красноармейцы морят голодом Украину.

## В главных ролях
- Галина Сулима — Дария Катранник
- Георгий Морозюк — Мирон Катранник
- Алексей Горбунов — большевик
- Максим Коваль — эпизод
- Юрей Дубровин — эпизод

## Интересные факты
В сцене, где мальчик встречает худого деда, снялся реальный бывший заключенный Соловецкого лагеря, провевший там 25 лет.